# 平出慶一
平出 慶一（ひらいで けいいち、1882年（明治15年）8月15日 - 1975年）は、日本の牧師、神学校教師。日本福音キリスト教団の創設者。

## 生涯
長野県諏訪郡境村字池袋（現富士見町）に生まれる。幼少期に親兄弟を失う。1903年（明治36年）3月12日に聖書を読み、キリスト教信仰を持つ。それから、長野県下諏訪町に移動する。日本基督教会横浜海岸教会の伝道師伊藤藤吉を自宅に招き、共に教会生活を始める。同年12月20日に伊藤牧師から洗礼を受ける。
J・H・バラ宣教師、田中継子伝道師からキリスト教信仰の指導を受ける。田中の紹介により、1904年（明治37年）9月、柳沢譲と共に東京府神田神保町にあった東洋宣教会聖書学院に入学する。中田重治、笹尾鉄三郎らから薫陶を受ける。
聖書学院で学んだ後に、1905年（明治38年）からヘフジバ・ミッション銚子教会の牧師として、伝道牧会をする。その後、1909年（明治42年）に渡米して、テーラー大学(Taylor University)、ドルー神学校やボストン大学大学院で神学を学び、全米を巡回伝道する。
1917年（大正6年）、帰国後に内村鑑三、中田重治、木村清松らと再臨運動を展開する。日本メソジスト教会の教職として活動する。1927年（昭和2年）、A.B.シンプソンの推薦により、アライアンス・ミッションの招きを受けて、日本アライアンス神学校の校長に就任する。
1933年（昭和8年）、中田重治らが設立した聖書信仰連盟の理事の一人に選ばれる。翌年東京府北多摩郡砧村に日本一致神学校を設立する。
戦後になり、1946年（昭和21年）に国際基督教大学の創立に参画する。そして、1947年（昭和22年）2月2日に成城学園の女学校の講堂を借りて成城キリスト教会を設立する。1951年（昭和26年）、日本福音連盟の初代理事長に就任。きよめ派の指導者の一人としてとして活躍する。
1955年（昭和30年）3月に東京都調布市に保恵学園教会を創立する。1963年（昭和38年）には再び再臨運動を提唱し、再臨待望同志会を結成する。